# Niobi(IV) chloride
Niobi(IV) chloride, còn được gọi dưới cái tên khác là niobi tetrachloride, là một hợp chất vô cơ có công thức hóa học NbCl4. Hợp chất này tồn tại dưới dạng các tinh thể màu tím sẫm, rất nhạy với không khí và độ ẩm, khi bị phân hủy tạo ra niobi(III) chloride và niobi(V) chloride.

## Điều chế
Niobi(IV) chloride thường được tạo ra bằng cách thực hiện phản ứng giữa các tinh thể niobi và niobi(V) chloride với thời gian xảy ra lên đến vài ngày, đảm bảo đồ thị nhiệt độ, với kim loại khoảng 400 °C và muối vào khoảng 250 °C:
4 NbCl5 + Nb → 5 NbCl4
Niobi(IV) chloride cũng có thể được điều chế bởi phản ứng giữa niobi(V) chloride với nhôm ở dạng bột.
3 NbCl5 + Al → 3 NbCl4 + AlCl3
Một kỹ thuật tương tự cũng được sử dụng trong tổng hợp niobi(IV) bromide và tantal(IV) chloride. Niobi(IV) iodide tồn tại ổn định và có thể được tổng hợp bằng cách phân hủy nhiệt hợp chất niobi(V) iodide.
Ở 400 °C NbCl4, niobi(IV) chloride không ổn định, tạo thành niobi(III) chloride và niobi(V) chloride:
2 NbCl4 → NbCl3 + NbCl5